# 等同原则
等同原则（英語：Doctrine of Equivalents），一個法律原則，廣泛存在於多數国家的专利系统内。即使某一方侵权产品或方法并没有正好落入某专利的权利要求的字面范围内，但却等同于权利要求所保护的发明时，等同原则允许法庭判决该方侵犯他人专利。美国法官勒尼德·汉德曾经这样描述过等同原则的目的：“....减少慷慨之逻辑，并防止侵权者盗用发明。”（“皇家打字机公司”一案，Royal Typewriter Co.v.Remington Rand,Inc., 168 F.2d 691, 692 (2d Cir. 1948）。
等同原则的目的是给予专利权人以他们专利的公平保护。在历史上，法庭基于已建立的法律解释原则，以字面方式进行专利的解释。然而，在18世纪和19世纪时，这种方式已经视为过度限制授予专利权人的保护范围。特别在专利申请人需要描述新的科学技术时，往往字典里面还没有出现相应的术语。针对这个问题，英国法院制定了一条被称为“精髓”的途径，尝试在判决侵权案件的时候区分必要和非必要的专利权利要求。与此同时，其它国家的法院，特别是美国，发展了一些稍有不同的进行权利要求解释的途径，而这其中最著名的就是“等同原则”。等同原则相对于“精髓”方式，在比较专利发明和被控侵权装置的时候，更多的考虑其整体。
在国际上，协调等同原则不同方式的努力也正在进行（见下文）。然而，这个进展比较缓慢，因为在发达国家中专利法律都已经有了很长的历史。该原则被人批评为过度的模糊，因其将不确定性及不可预见性注入了专利系统。

## 不同国家的标准

### 中国
在中国，等同原则在2001年最高人民法院颁布的《关于审理专利纠纷案件适用法律问题的若干规定》中第一次有正式规定。在中国，适用等同原则有两个条件，一是与权利要求中的技术特征以基本相同的手段、实现基本相同的功能、达到基本相同的效果；二是对本领域的普通技术人员来讲是显而易见的。
2006年7月，国家知识产权局公布了《中华人民共和国专利法修改草案》（征求意见稿），在该草稿中也增加了“等同特征”这一概念，以及限制滥用等同原则的禁止反悔原则。

### 法国
在法国，当被控侵权的装置为达到与已专利发明相同的结果而含有具有相同功能的工具时，等同原则就将适用。

### 德国
在德国，当一个装置与已专利发明在要解决的问题和效果上相同，但是解决方法并不一定一样（该装置运行的方式）的时候，这个装置就被认为是与该已专利发明等同。

### 日本
日本的等同原则在1998年第一次被正式化。日本最高法院判决等同物是由（1）区别是否与重要的权利要求元素有关（2）在不破坏实现该发明的目标及实现方式的基础上，是否能够替换（3）替换的显而易见性（4）被控侵权物是否是现有技术的可预见或显而易见修改（5）禁止原则是否存在。

### 英国
英国从来没有使用过等同原则的方式。这在最近由罗德·霍夫曼在Kirin-Amgen Inc v Hoechst Marion Roussel Ltd一案中被重申。作为欧洲专利公约的签约国，英国跟随欧洲专利公约第69条的解释，该解释要求会员国在严格字面化解释权利要求（说明书和附图只用来清楚解释）和将权利要求只当成一个指引之间取得平衡。
最新的英国关于解释权利要求的判例法是Improver Corp v Remington Consumer Products Ltd(1990年)以及上议院在“Kirin-Amgen”(2004年)的判决。在前者中找到的所謂的“改进物”（Improver）或称（“协定”）问题是被广泛使用的判定是否侵权的三步法。然而，它们在高科技案件中的作用，被罗德·沃克尔在“Kirin-Amgen”中被质疑。

### 美国
在美国，有两种方法用来判断某个被控装置或方法是否构成等同物。根据第一种测试（Graver Tank & Manufacturing Co. v. Linde Air Products Co.，（1950年））,也被叫做三元論，如果：
1. 它完成本质上相同的功能，
2. 以本质上相同的方式，
3. 以获得本质上相同的结果，

则该被控装置或方法构成等同物。
根据第二种测试（Warner-Jenkinson Co. v. Hilton Davis Chem. Co.，1997年），如果被控装置或方法的每个元素与权利要求的每一个元素都只具有“非本质性的区别”，则该被控装置或方法构成等同物。施加于该原则上的一个限制是禁止反悔原则，也就是防止一条权利要求将专利权人在专利修改的过程中曾经放弃的东西重新用于判断侵权。通常认为，第二种测试在等同原则分析中是基于第一种测试的。
等同原则分析应该应用于单个的权利要求限制，而不是整个发明。
美国专利法第112条第6项中也有一条是关于法定的等同原则。

## 统一化的努力
有许多努力正在尝试将等同原则统一化。
例如，在1991年世界知识产权组织颁布的补充巴黎公约 的“基本建议”的第21条第2款写到：
“(a) (...) 权利要求不应只覆盖权利要求中有的元素，而应包括等同物。
(b) 元素（“等同元素”），在被控侵权的时候，如果就权利要求中的发明而言满足下列任一条件，则通常应该被认为是权利要求中某一元素的等同物：
(i) 该等同元素以本质上相同的方式执行本质上相同的功能，并产生本质上相同的结果，或者
(ii) 对于本领域的技术人员来说，通过使用等同元素来达到与权利要求中表达的元素相同的效果是显而易见的。”
在2007年12月13日生效的《欧洲专利公约2000年修订案》(简称《EPC2000》)中，包括了用于在不同的成员国中将解释权利要求的统一性提升到国家层面的“欧洲专利公约第69条的解释协定”的修订版。该修订文本写到：
为了决定一个欧洲专利的保护范围，应该考虑任何等同于权利要求中记载的元素的元素。
然而，在该协定中并没有“等同物”的定义。因此也预计，这个缺少的定义将不会对达到预期的统一解释产生帮助。

## 具有影响力的法庭判决
- 中国
  - 解文武诉青岛海尔通信有限公司和北京市大中电器有限公司专利侵权案, (2005年)
- 美国
  - Graver Tank & Manufacturing Co. v. Linde Air Products Co., (1950年)
  - Warner-Jenkinson Co. v. Hilton Davis Chem. Co. (1997年)
  - Festo Corp. v. Shoketsu Kinzoku Kogyo Kabushiki Co.]]，美国最高法院和美国联邦巡回上诉法院案件
  - Honeywell International v Hamilton Sundstrand Corp.(doc)
- 英国
  - Catnic Components Ltd. v. Hill & Smith Ltd. (1982年)
  - Kirin-Amgen v Hoechst Marion Roussel (10月21日，2004年，“UKHL 46”判决，针对欧洲专利EP 148 605)
- 德国
  - Batteriekastenschnur案
  - Formstein案